# Guillaume Brune
Pour les articles homonymes, voir Brune.
Guillaume Brune est un maréchal d'Empire., né le 13 mars 1763 à Brive-la-Gaillarde et mort assassiné le 2 août 1815 à Avignon.
Tenu à l'écart des hautes fonctions administratives et militaires par Napoléon Ier en raison de son républicanisme, il commande néanmoins les armées du camp de Boulogne en 1805, et est fait gouverneur des villes hanséatiques en 1806, puis pair de France et comte de l'Empire en 1815.

## Biographie

### Enfance corrézienne
Guillaume Marie-Anne Brune est le fils d’Étienne Brune, avocat du roi au présidial de Brive, et de Jeanne de Vielbans qui appartient à la petite noblesse,.
Après avoir fini ses humanités au collège des Doctrinaires de Brive,, il part en 1785 à Paris poursuivre les études juridiques imposées par sa famille. Là, il s’inscrit à l’école de droit et au Collège de France. Mais le jeune homme préfère fréquenter les salles de jeux, où il perd quantité d’argent.
Il devient ensuite ouvrier typographe pour pouvoir survivre. Toujours à court d’argent, Guillaume Brune retourne à Brive en 1787, un séjour qui est pour lui une déception complète. Il décide alors de tenter d’entrer dans la République des Lettres : à cet effet, il écrit dans l’année qui suit un Voyage pittoresque et sentimental dans plusieurs provinces occidentales de France, qui devait lui ouvrir une carrière de littérateur.

### Révolution française

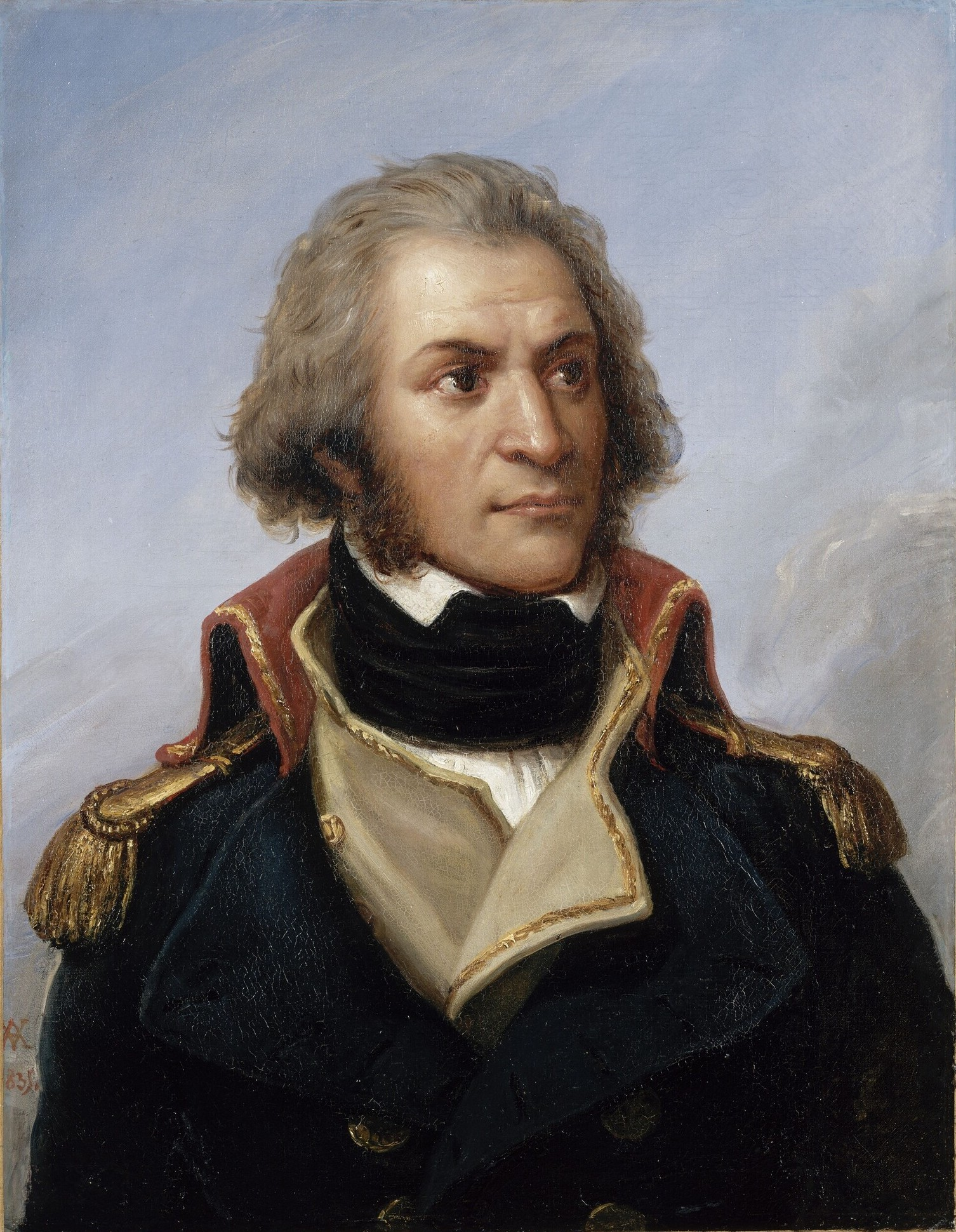
Guillaume Marie-Anne Brune, capitaine adjoint aux adjudants-généraux en 1792 (1763-1815), Auguste Vinchon, 1835.

À Paris, Brune fait la connaissance de Marat, Fréron, Fabre d'Églantine et devient l’ami de Camille Desmoulins et de Danton. Avec eux et grâce à eux, il embrasse avec ardeur la cause de la Révolution, et s'inscrit en 1791 au club des Cordeliers.
Pour défendre et populariser ses idées, en 1791, il achète une petite imprimerie et devient rédacteur en chef d’un périodique, Le Journal Général de la Cour et de la Ville concernant tout ce qui est décidé à l’Assemblée nationale, ce qui se passe à l’hôtel de ville de Paris, dans les districts, au Châtelet, ainsi que les nouvelles authentiques de la province, les anecdotes et tout ce qui est relatif au château des Tuileries, plus connu sous son pseudonyme Le Petit Gauthier. Prêt aussi à défendre ses idéaux par les armes, le futur maréchal entre dans la Garde nationale de Paris puis au 2e bataillon de volontaires de Seine-et-Oise. En octobre, il est élu adjudant-major.
Après un séjour à l'état-major du général Dumouriez dans l'armée du Nord, il devient, l'année suivante, adjoint aux adjudants-généraux ; adjudant-général et colonel en 1793.
Après avoir été nommé commissaire à l’armée de Belgique, il devient chef d’état-major de Sepher. Brune est chargé de réprimer la révolte fédéraliste. Commandant l'avant-garde contre le général Wimpfen, il triomphe de lui à Pacy-sur-Eure qui lui permet de disperser les fédéralistes de Normandie. De retour à l'armée du Nord, il est nommé général de brigade, le 18 août 1793 et participe à la bataille d'Hondschoote.
Mais, en décembre 1793, dénoncé par Tallien et Ysabeau, il est proscrit par le Comité de salut public sous le prétexte d’avoir défendu le roi au cours des journées des 5 et 6 septembre et il ne doit son salut qu’au soutien indéfectible de Danton. De retour en grâce, au cours de l’automne 1795, il est chargé de pacifier le Midi de la France en rétablissant l’ordre dans le Gard, la Drôme et le Vaucluse, troublé par les compagnies de Jéhu. Sous les ordres du représentant Boursault, il impose au début octobre l’état de siège à Avignon.
En 1795, après avoir commandé la place de Bordeaux, il participe à la répression de l’insurrection royaliste du 13 vendémiaire, aux côtés de Barras et du général Bonaparte. Appelé par le Directoire à l’armée d’Italie, il participe à la bataille d'Arcole. Puis Brune, à la tête de l’avant-garde de la division Masséna, se distingue lors de la bataille de Rivoli, avant de s'illustrer à Saint-Michel (où il est blessé), à Feltre, à Belluno, etc., et d'être nommé général de division sur le champ de bataille le 17 avril 1797.

#### La Suisse et la victorieuse campagne de Hollande

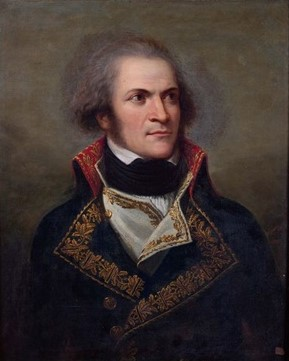
Portrait de Guillaume Marie-Anne Brune en habit de général de division, huile sur toile d'Andrea Appiani, 1800 ou 1801.

Un an plus tard, le nouveau promu se voit confier une intervention lors de l'invasion de la Confédération suisse pour soutenir les Vaudois révoltés contre le canton de Berne. Commandant l’armée d'Helvétie, il prend Fribourg, dont il interdit le pillage,, et s’empare du « Trésor de Berne » qui allait financer l’expédition d’Égypte. Le 17 mars 1798, il adresse une lettre au Directoire l’informant de la soumission de la Confédération. Avec soulagement, face au pillage organisé qui l’éclabousse, Brune reçoit le commandement en chef de l’armée d'Italie en remplacement de Berthier et de Masséna.
En janvier 1799, Brune est envoyé défendre les côtes de la République batave à la tête de l'armée de Hollande. Le 19 septembre 1799, à la tête des forces françaises en Batavie (soit environ 23 000 hommes), Brune repousse une armée russo-britannique débarquée au Helder lors de la bataille de Bergen, lui infligeant des pertes de 4 500 hommes et vingt canons. Il renouvelle ce succès à Castricum le 6 octobre 1799. Il force Frederick, duc d'York et Albany, général en chef de l’armée alliée, à la capitulation et lui fait signer la convention d'Alkmaar,.
Mais le 4 décembre 1799, le gouvernement batave, persuadé que le général Brune veut le renverser, le prive de son commandement. Il est alors nommé commandant en chef de l’armée de l'Ouest avec mission de mettre un terme à l'insurrection vendéenne. Peu après, les chefs chouans se soumettent.

#### Le Consulat
Après le 18 brumaire, le 25 décembre 1799, Guillaume Brune, qui est l’un des principaux collaborateurs du Premier consul, entre au conseil d'État. À ce titre, il préside la section de la guerre entre 1801 et 1802. Un an après, à la suite de la victoire de Marengo, Napoléon Bonaparte le nomme commandant en chef de l'armée d'Italie, en remplacement de Masséna. En août 1800, il s’empare de Vérone, de Vicence et signera l’armistice de Trévise en janvier 1801 grâce à sa victoire en décembre où le général Brune remporte sur les Autrichiens la « victoire de Monzambano » (bataille de Pozzolo).
Mais ses faits d’armes n’enchantent pas nécessairement Bonaparte qui vient d’être nommé consul à vie. Ce général, resté fervent républicain, le met mal à l’aise. En septembre 1802, il éloigne Brune en le nommant ambassadeur à Constantinople,. Avant son départ, Brune accepte d'être le parrain du fils du général Dumas, l'écrivain Alexandre Dumas.

### Le maréchal républicain

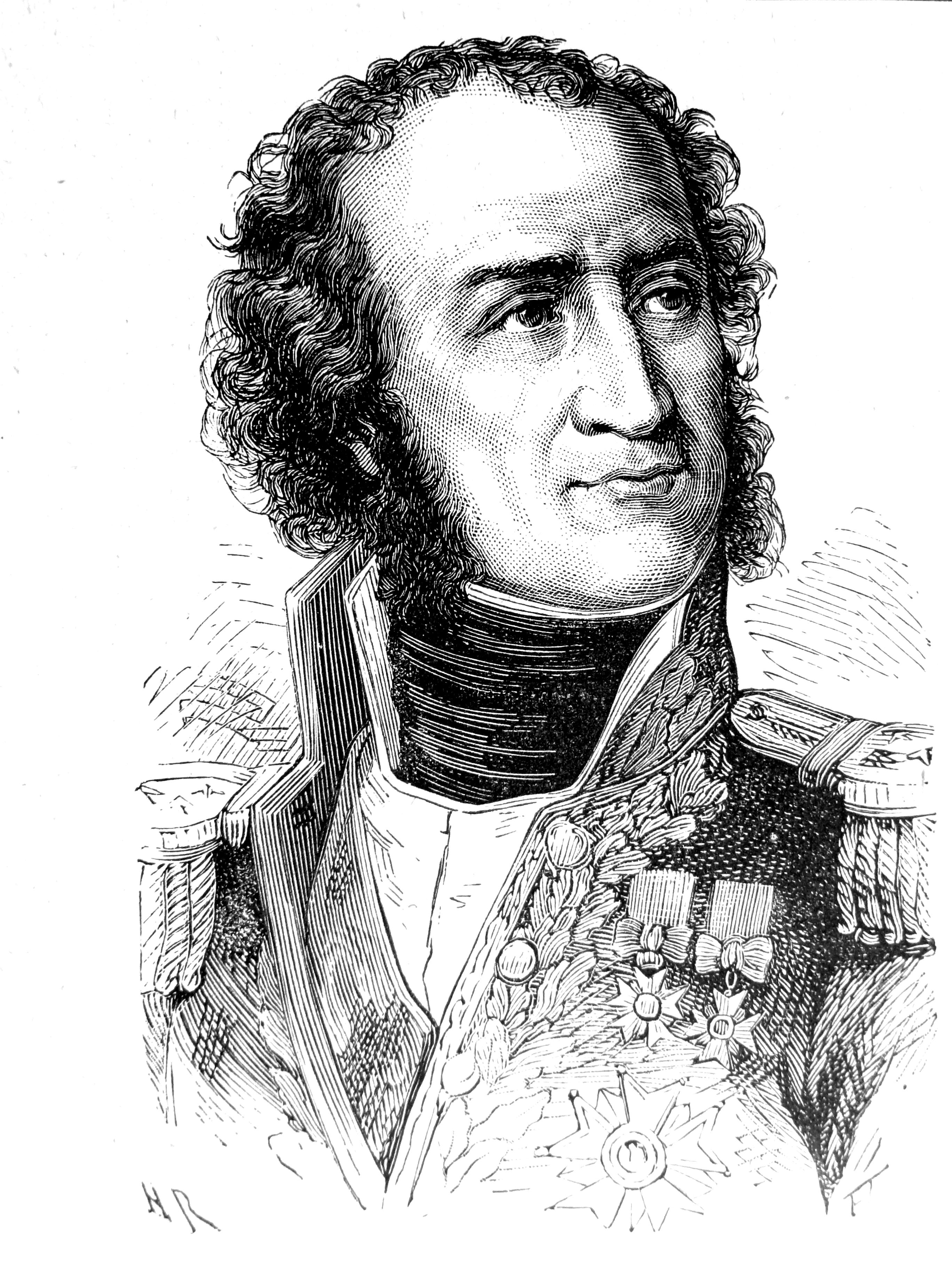
Gravure du maréchal Guillaume Brune, tirée de l'Album du centenaire (1889).

Le 18 mai 1804, le Sénat de la République française juge utile et nécessaire de décerner la dignité impériale à Napoléon Bonaparte. Le lendemain, Napoléon Ier, empereur des Français, désigne ses premiers maréchaux. Brune est parmi eux, 9e dans l'ordre des préséances. Le nouveau maréchal d'Empire est également fait grand aigle de la Légion d'honneur le 13 pluviôse an XIII. Il quitte Constantinople et rentre en France.
Le 2 septembre 1805, l'Empereur nomme Brune général en chef de l’armée du camp de Boulogne et de l'armée des côtes de l'Océan, puis en 1806, gouverneur des villes hanséatiques.
Mais le maréchal, parvenu au faîte de sa carrière militaire, continue à inquiéter Napoléon avec ses opinions politiques. Être républicain sous l’Empire n’est plus de mise. L'Empereur prend le premier prétexte venu pour le faire tomber en disgrâce. Celle-ci va durer de 1807 aux Cent-Jours. En 1807, Brune, commandant le corps d’observation de la Grande Armée opérant contre la Prusse, est chargé de conquérir la Poméranie. Le maréchal s'empare de Stralsund le 15 juillet puis de l’île de Rügen. Le 7 septembre, au cours d’une entrevue avec le roi de Suède, l’acte de capitulation rédigé par le maréchal ne cite pas « l’armée de Sa Majesté Impériale et Royale », mais « l’armée française ». Ce républicanisme déplait tellement à Napoléon que Brune est mis en disponibilité jusqu’en 1814. Tout au long de cette disgrâce, son nom n'est plus prononcé à la Cour impériale. Contraint et forcé, le 1er avril 1814, le maréchal se rallie aux Bourbons, qui rechignent pourtant à accepter ses services, même si Louis XVIII lui donne la croix de Saint-Louis.
Il était parmi les maréchaux francs-maçons.

### Le traquenard d'Avignon
Le maréchal Brune revient en grâce lors du retour de l’île d’Elbe. Le 16 avril 1815, le maréchal Davout, ministre de la Guerre, lui confie le commandement de la 8e division militaire sise à Marseille et d'un corps d’observation sur le Var, chargé de protéger la frontière avec le Piémont. Le maréchal a sous ses ordres la 17e division d’infanterie, commandé par Verdier, le 14e chasseurs à cheval, de l’artillerie et du génie, soit au total : 5 544 hommes. Brune « accepte la tâche ingrate et difficile d’arrêter la guerre civile dans la Provence, dont les passions violentes avaient été déchaînées par les factions, et de défendre ce pays contre l’invasion des Anglais et des Autrichiens ».
À Sainte-Hélène, dans le Mémorial, Napoléon dit de lui :

« C’était un déprédateur intrépide et j’ai eu tort de ne pas me confier au maréchal Brune en 1815, il connaissait tous les vieux de la Révolution, il m’aurait organisé facilement 25 000 ou 30 000 fédérés qui eussent dominé la défection des Chambres. »

 Le 2 juin, pour s’assurer la fidélité de celui qui avait toujours été plus un général de la Révolution qu’un maréchal d’Empire, Napoléon le nomme pair de France, faisant de Brune, ipso facto un comte de l'Empire.
Le maréchal Brune arrive à Marseille le 21 avril et y instaure l'état de siège. Brune reçoit la nouvelle de la défaite de Waterloo le 24 juin. Dans un communiqué en date du 4 juillet, il informe ses troupes de l’abdication de Napoléon et conclut son ordre du jour en proclamant : « Vive l’Empereur Napoléon II, vive à jamais la liberté française ! ». Apprenant le retour de Louis XVIII à Paris le 14 juillet, Brune continue de faire flotter le drapeau tricolore sur Toulon jusqu'au 31 juillet 1815. Il fait allégeance à son concitoyen de Brive, le futur amiral Grivel, chargé de mission auprès du marquis de Rivière. Brune adresse alors son dernier message aux soldats de la 8e division :

« La patrie a droit à tous nos sacrifices, elle ordonne que nous renoncions à ces drapeaux qui nous rappellent tant de victoires, qu’ils reçoivent mes douloureux adieux… »

Relevé de son commandement militaire de Toulon, il est appelé à Paris pour rendre compte au roi de la mission que lui avait confiée l’empereur.
Il était prévu que le maréchal Brune embarquât sur une goélette, préparée par Duperré et Grivel, pour regagner Paris par Le Havre. Mais Brune, jugeant cette idée peu digne d’un maréchal de France, choisit de partir par la route et décide de rejoindre la capitale par la vallée du Rhône. Il quitte son poste le 1er août, après avoir remis son commandement au général Partouneaux et à l’amiral Ganteaume.
Le 31 juillet 1815, le drapeau tricolore qu’avait fait flotter Brune à Toulon est descendu et retiré sur ordre de Partouneaux et Ganteaume. À ce sujet, il y a dans les archives officielles un rapport anonyme de juillet 1815 : « Ordre de faire saisir le maréchal Brune qui persiste à faire maintenir la cocarde et le drapeau tricolore à Toulon ». Ce fut cet acte téméraire qui lui vaut d'être victime d'un dramatique épisode de la « Terreur blanche ».
Avant son départ de Toulon, vers deux heures du matin, Brune reçoit du marquis de Rivière un laissez-passer lui permettant de rejoindre Paris. Le maréchal part sous bonne escorte. La première étape prévue est Avignon. Mais, lors de la traversée d’Aix-en-Provence, reconnu par un groupe royaliste, il est menacé et insulté. Faisant fi de cette première alerte, au relais de Saint-Andiol, Brune congédie son escorte du 14e chasseurs dont les chevaux étaient harassés. Arrivé à Cavaillon, il est informé que, de toute façon, ses soldats avaient reçu l’ordre de revenir vers Toulon.

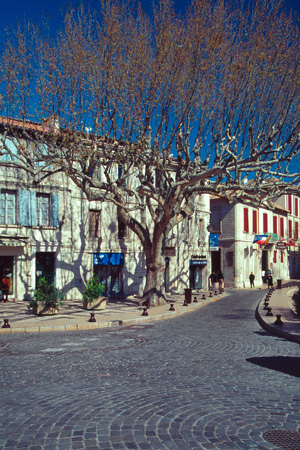
L'ancienne place de la Comédie, actuelle place Crillon, où le maréchal Brune tomba dans un traquenard.

Il continue pourtant sa route avec ses trois aides de camp Allard, Bourgoin et Degand, son secrétaire Le Guen, ainsi que le général de Loverdo. Vaguement informés des troubles d’Avignon, ceux-ci l’engagent à éviter cette ville. On pouvait gagner Orange par la route de l'Isle-sur-la-Sorgue, mais le maître de poste s'y oppose, déclarant qu’il lui fallait passer par Avignon pour relayer.
Simplement accompagné par Bourgoin et Degand, le convoi, réduit à deux voitures, une calèche et un cabriolet, arrive au pied des remparts d'Avignon le 2 août et pénètre dans la cité par la porte de l'Oulle à dix heures du matin. Il s’arrête sur la place de la Comédie où se trouvait le relais de poste. L’heure exacte est connue grâce au rapport du capitaine Casimir Verger. Celui-ci, pris d’un zèle intempestif, décide d’examiner à la loupe les papiers de route bloquant le maréchal et son équipage pendant assez longtemps pour que Brune soit reconnu par « une tourbe d’insensés qui se décoraient du nom de royalistes ».
La nouvelle fait le tour de la ville. Pendant que l’on change les chevaux, un attroupement se forme autour de la voiture du maréchal. Ces excités — appelés verdets et trestaillons — sont conduits par le négociant Soullier, un royaliste connu par sa violence et son irascibilité. Celui-ci accuse Brune d’avoir porté au bout d’une pique la tête de la princesse de Lamballe. Cette accusation est totalement mensongère.
Dans le même temps, le major Lambot, chef d’escadron de gendarmerie, prévenu par le chef de poste Verger, se fait apporter les passeports du maréchal et de sa suite afin de les vérifier et de les viser. Le départ est ainsi suspendu le temps de procéder à ces longues formalités. Cela est suffisant pour que la voiture de Brune soit prise à partie par une foule qui augmente de minute en minute. Elle est bloquée devant l’hôtel du Palais-Royal contigu au relais de poste.

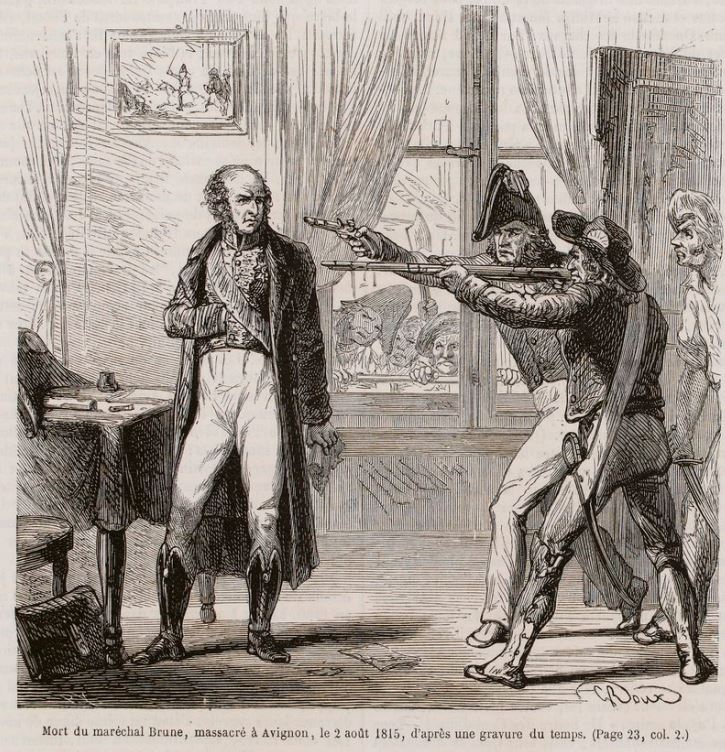
Illustration de Gustave Roux parue dans Histoire populaire contemporaine de la France publication de Ch. Lahure, 1864-1866.

Sans s’inquiéter outre mesure et afin de ne pas se retarder, le maréchal réclame juste quelques pêches à manger. La foule devient de plus en plus nombreuse et vindicative. L’épouse de l’aubergiste du Palais-Royal, la dame Molin, craignant le pire, le fait immédiatement pénétrer à l’intérieur. Elle l’informe que le nouveau préfet, le baron Alfred Armand Robert Saint-Chamans, arrivé le matin même à six heures, se trouvait chez elle et lui conseille de se réfugier dans son appartement. Le maréchal obtempère.
Saint-Chamans, descendu sur la place, tente vainement de calmer la foule. Il conseille alors au maréchal de quitter sans délai Avignon, lui promettant de lui faire parvenir son passeport par un gendarme. En dépit de l’opposition de la foule, et grâce à une nouvelle intervention du préfet, Brune peut enfin se remettre en route. Le convoi part poursuivi par une foule hurlante. Pour sortir d’Avignon, les voitures coupent par l’intérieur des remparts, permettant à Soullier et à ses émeutiers de les bloquer à nouveau. La calèche du maréchal est criblée de pierres. Une quinzaine d’hommes armés se jettent à la tête des chevaux en criant : « À mort ! Au Rhône ! À mort l’assassin ! »
Prévenu, le préfet arrive en compagnie de Boudard, son conseiller de préfecture, de Bressy-Poutinçon, le commissaire de police, et du capitaine Verger, qui rapporte enfin les passeports. Tous tentent de calmer la foule de portefaix, de mariniers et de manouvriers ou tout au moins de la retenir ou de lui faire entendre raison. Peine perdue. C'est alors qu’un portefaix saisit le fusil d’un garde national en criant : « Donne, donne, que je le tue comme Calvet ! ».
Gardant son calme et son sang-froid, le maréchal se laisse convaincre par le préfet de retourner place de la Comédie où, lui est-il expliqué, il serait plus en sécurité. Le postillon, blessé à la tête, est contraint de descendre et de tirer ses chevaux par la bride. Verger, épée à la main, a toutes les peines à frayer un passage au convoi. Arrivés devant l’hôtel, tous se précipitent à l’intérieur pendant que les portes sont promptement fermées.
Brune se réfugie à nouveau chez le préfet. Mais la chambre de celui-ci donnant sur la cour, des hommes de Soullier aperçoivent le maréchal et le mettent aussitôt en joue. L’aubergiste Molin l’invite à s’installer au premier étage dans une chambre donnant sur l’intérieur. Degand et Bourgoin, entrés dans l’hôtel par une autre porte, sont installés dans une salle basse sous la garde d’hommes armés. Dehors, verdets et trestaillons, au nombre de 3 000, tentent d’enfoncer les portes et accumulent des fagots pour mettre le feu à l’hôtel.

#### Le maire d’Avignon tente de sauver le maréchal
Prévenu tardivement, Guillaume Puy, le maire d’Avignon, arrive, ceint de son écharpe. Il se met en travers de la porte d’entrée et crie :

« Braves Avignonnais, venez à mon secours ! Empêchez que la ville d’Avignon ne soit souillée de nouveaux crimes. »

Non seulement, il n'est pas écouté, mais, menacé, le maire, fort pâle, rejoint alors le préfet qu’il rencontre pour la première fois.
Saint-Chamans l’avertit qu’il vient de donner ordre au major Lambot de rassembler tout ce qu’il y avait de forces armées en ville. Surpris, Guillaume Puy l’informe qu’il ne peut ignorer que les gardes nationaux, les chasseurs d’Angoulême, les fantassins du Royal-Louis sont plus disposés à seconder l’émeute qu’à la réprimer.

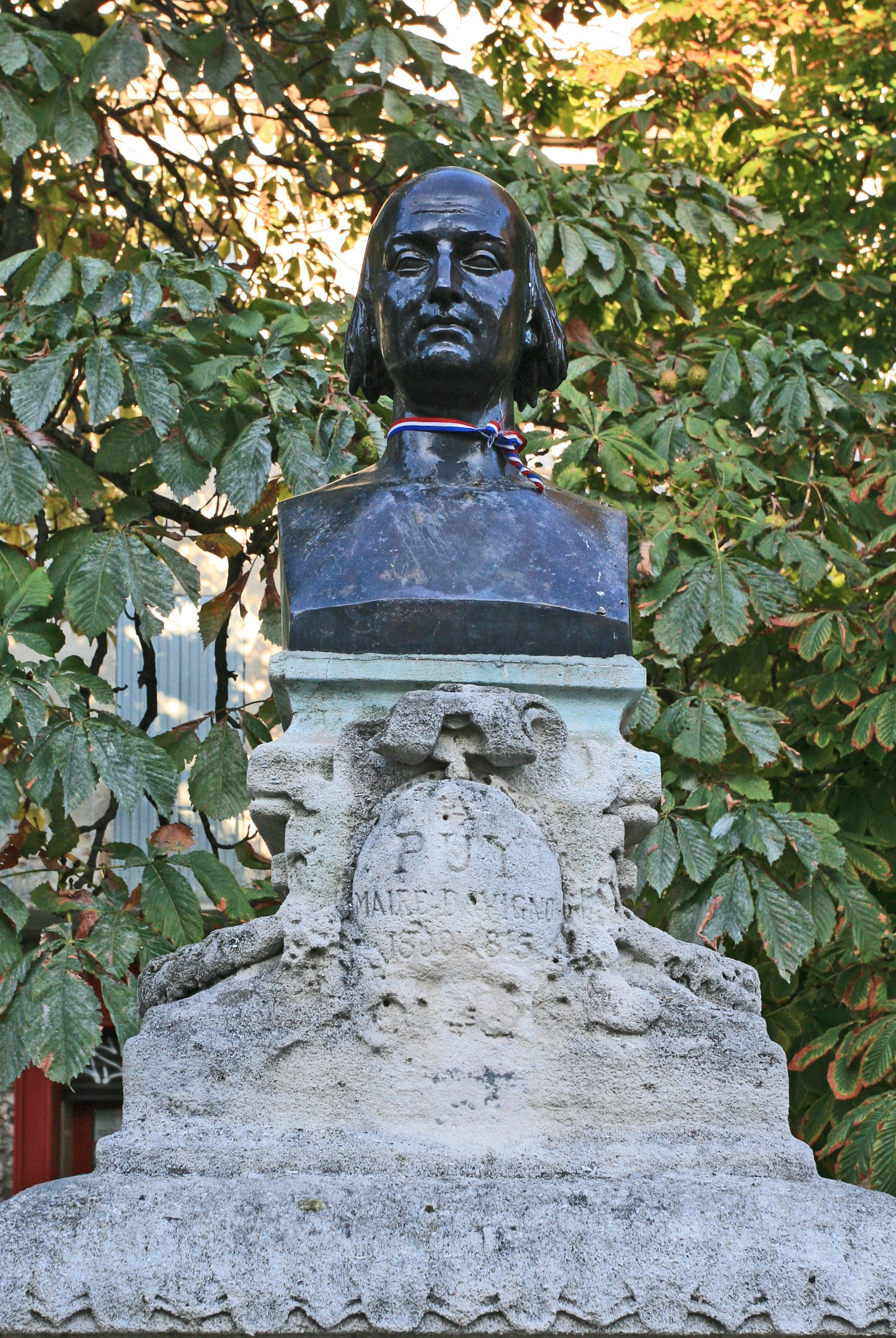
Statue de Guillaume Puy, dominant la fontaine de la place Louis-Pasteur à Avignon.

La gendarmerie se range dans un coin de la place de la Comédie et est accueillie par des huées. Cette diversion permet toutefois au maire de se rendre auprès du maréchal. Mais Lambot fait reculer ses gendarmes sous prétexte d’éviter toute provocation.
Des gardes nationaux remplacent les gendarmes. Face à l’hôtel du Palais-Royal, ils font mine de charger la foule qui, reculant à peine, regagne aussitôt le terrain perdu. Le préfet Saint-Chamans et le maire d’Avignon décident alors de placer devant l’hôtel une trentaine de personnes disposées à défendre le maréchal.
Guillaume Puy, courageusement, demande à sortir pour essayer à nouveau de calmer les émeutiers. Mal protégé, il est bousculé, renversé, foulé aux pieds. Le conseiller Montagnat tente sa chance mais bat en retraite sous les menaces. À son tour, le major Lambot harangue la foule qui braille : « L’an dernier, si on nous avait laissé, nous aurions tué Bonaparte ».
À ce moment-là, sur la place et aux abords, s’agglutinent près de quatre mille personnes. Brune, de sa chambre, entend les vociférations. Quant aux chasseurs d’Angoulême chargés de sa surveillance, la plupart tiennent des propos menaçants à son égard. La gorge sèche, le maréchal demande alors à la dame Molin du vin de Bordeaux et une carafe d’eau. Il la prie aussi de lui apporter ses pistolets qui sont restés dans sa voiture, affirmant qu'il se refuse à ce que « la plus vile canaille portât la main sur un maréchal de France et préférant mourir de sa main que de celle de ces furieux ».
La tenancière n’ose pas aller chercher ces armes. Au préfet qui vient le voir puis au commandant de la garde nationale Hugues, il réclame à nouveau mais vainement ses armes. Furieux, Brune s’adresse alors à un sous-lieutenant de la milice, nommé Boudon : « Donne-moi ton sabre, tu verras comment sait mourir un brave ! »
Les autorités, tout en sachant que l’attaque est imminente, le rassurent en lui certifiant qu’elles tiennent la situation bien en main et que toutes les mesures nécessaires à sa sécurité ont été prises. Le maréchal demande alors du papier pour écrire. Pendant ce temps, des échelles sont dressées, permettant à plusieurs émeutiers de monter sur les toits. Sous la conduite de Soullier, ils réussissent à s’introduire dans les combles de l’hôtel et à descendre au premier étage. La porte de Brune étant restée entrouverte, une quinzaine de personnes s’introduit dans sa chambre.
Le négociant royaliste l’interpelle en l’accusant à nouveau d’avoir assassiné la princesse de Lamballe. Il conclut en lançant : « Le moment approche où tu vas recevoir la peine due à tes crimes ». Le maréchal ignore le provocateur et continue d'écrire une ultime lettre à son épouse Angélique.

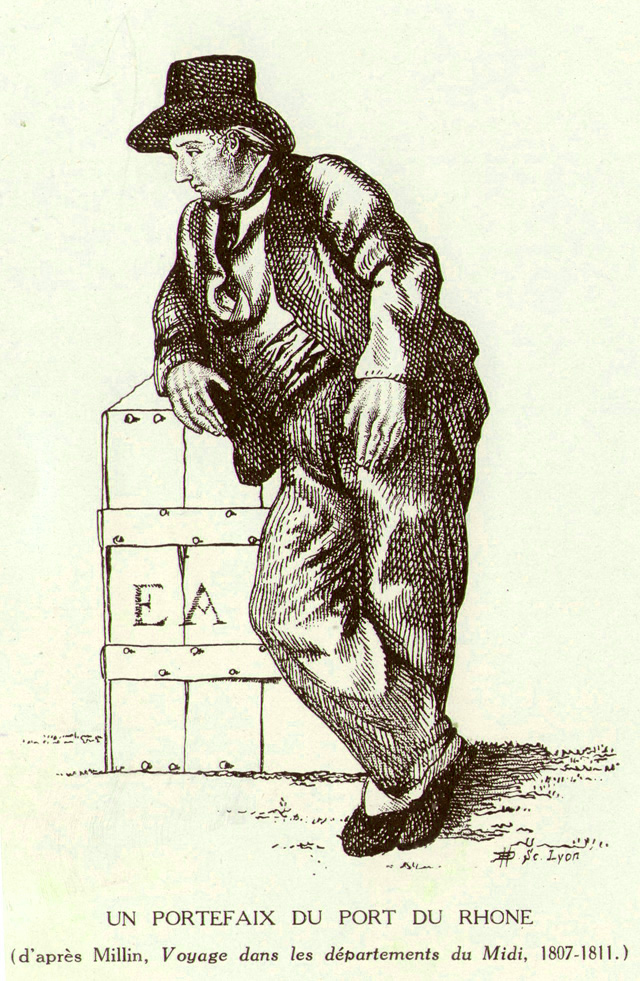
Portefaix du Rhône, par Millin, 1807-1811.

C'est alors qu’un portefaix, Guindon, dit Roquefort, un taffetassier, Louis Fargue, suivis de trois ou quatre individus arrivent à leur tour sur le palier. Sur un signe de Guindon, ils entrent en proférant des menaces. Brune fait face en découvrant sa poitrine. Fargue le vise de son pistolet. D’un geste de la main, le maréchal détourne l’arme. La balle lui érafle le front, emportant une touffe de cheveux, et se loge dans une poutre du plafond.
Fargue appuie son second pistolet sur la poitrine du maréchal et presse la gâchette, mais l’arme de l’ouvrier soyeux s’enraye. Roquefort, furieux, passe dans le dos du maréchal, cale sa carabine sur l’épaule d’un de ses complices et tire. La balle pénètre par la nuque, brise la colonne vertébrale et tranche la carotide. Brune tombe foudroyé, face contre terre, dans une mare de sang. Il est environ trois heures de l’après-midi. Après cela, Guindon apparaît triomphant au balcon et clame : « Acò es fa ! ».
La foule s’arrête de hurler à la mort pour hurler sa joie. L'hôtel du Palais-Royal, où vient d'être assassiné le maréchal, se trouve au 21 de l'actuelle place Crillon (ancienne place de la Comédie), près de la porte de l'Oulle. Une plaque commémore cet évènement.
Le cadavre est examiné par l’officier de santé Dominique Martin, assisté du conseiller Beauregard. Ils dénombrent deux blessures, l’une située à la partie antérieure droite du larynx, l’autre entre les deux épaules à la hauteur de la quatrième vertèbre cervicale. Leur place ne laisse aucun doute sur l’assassinat. Pourtant, le juge d’instruction Piot et le capitaine Verger rédigent aussitôt un procès-verbal concluant au suicide. Le procès-verbal est alors contresigné par le préfet, le procureur du roi, le commissaire de police et plusieurs officiers, tous conscients de ratifier un faux. Seuls le maire Guillaume Puy, son adjoint Beulac et Allard, le chirurgien du maréchal, refusent d’apposer leurs noms sur cet acte mensonger. Indigné, le premier magistrat d’Avignon déclare que ce faux est une tache éternelle pour sa ville. Soullier le repousse en le menaçant : « Après avoir frappé sur les noirs, on pourrait bien frapper sur les gris ! ». Anéanti et écœuré, Guillaume Puy se retire dans la maison commune, échappant au pillage qui suivit cet assassinat.

#### Un peuple égaré jusqu’au délire

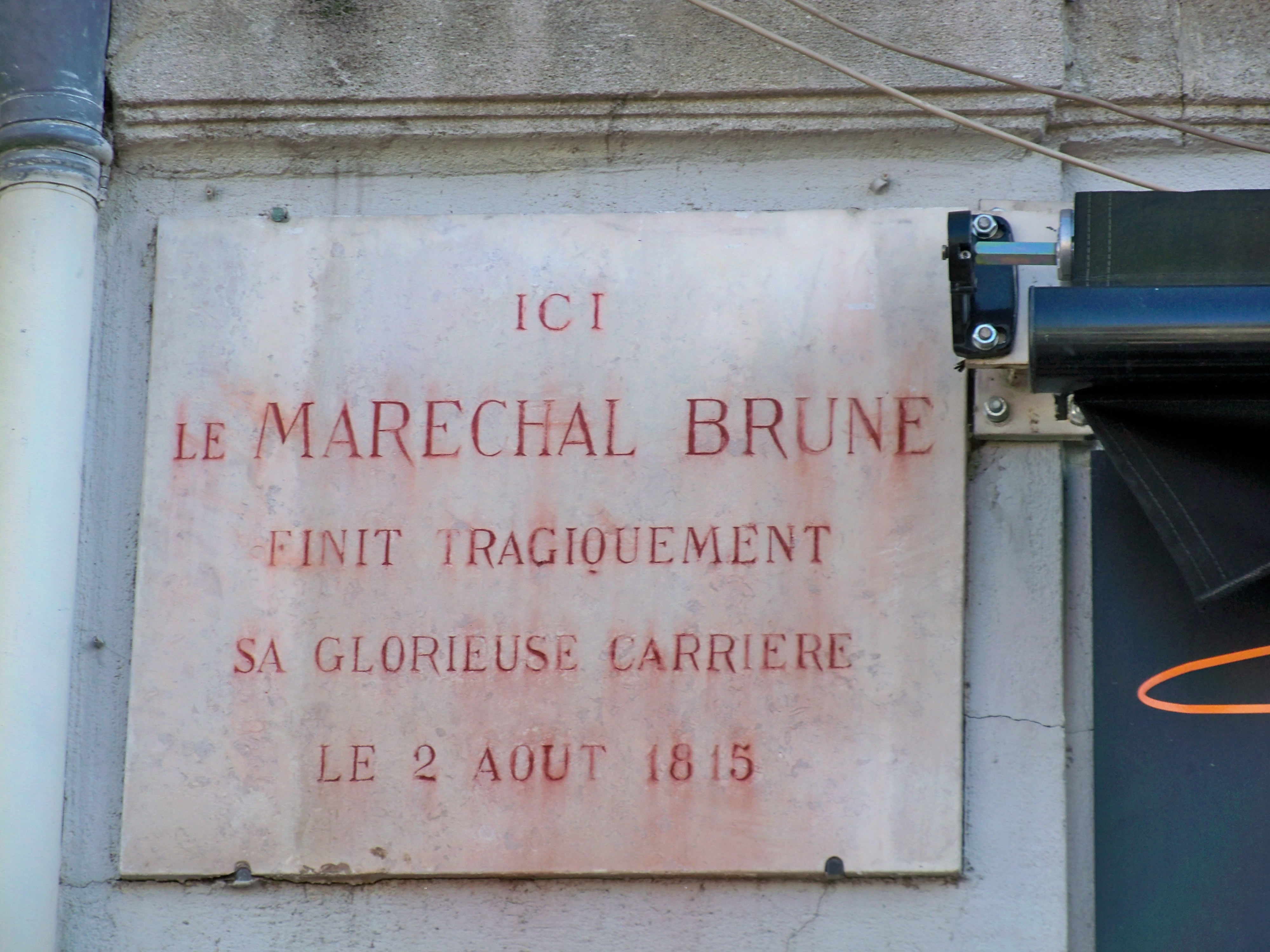
Plaque commémorative sur la façade de la maison où a été assassiné le maréchal.

Si les meurtriers négligent de fouiller le cadavre sur lequel on retrouve les 27 500 francs, un cachet d’argent et une montre, les bagages du maréchal sont en revanche consciencieusement pillés et la foule s’en partage le contenu. Dans la chambre même, un domestique arrache les bottes à la russe du défunt en guise de trophée.
Tandis qu'on pille les voitures du convoi, le major Lambot redescend sur la place et s'adresse à la foule : « Braves Avignonnais, cet homme-là s’est rendu justice à lui-même. Il est mort ! N’imitez pas les cannibales de la Révolution. Retirez-vous ! ». Le corps de Brune est sorti de l’hôtel afin de prouver aux émeutiers qu’il est bien mort. Le juge Piot et le capitaine Verger décident de le faire inhumer immédiatement. Aussitôt, des fossoyeurs placent le cadavre sur un brancard, le recouvrent d’un linceul et l’acheminent vers le cimetière Saint-Roch sous la seule protection d’une quinzaine d’hommes de la garde nationale.

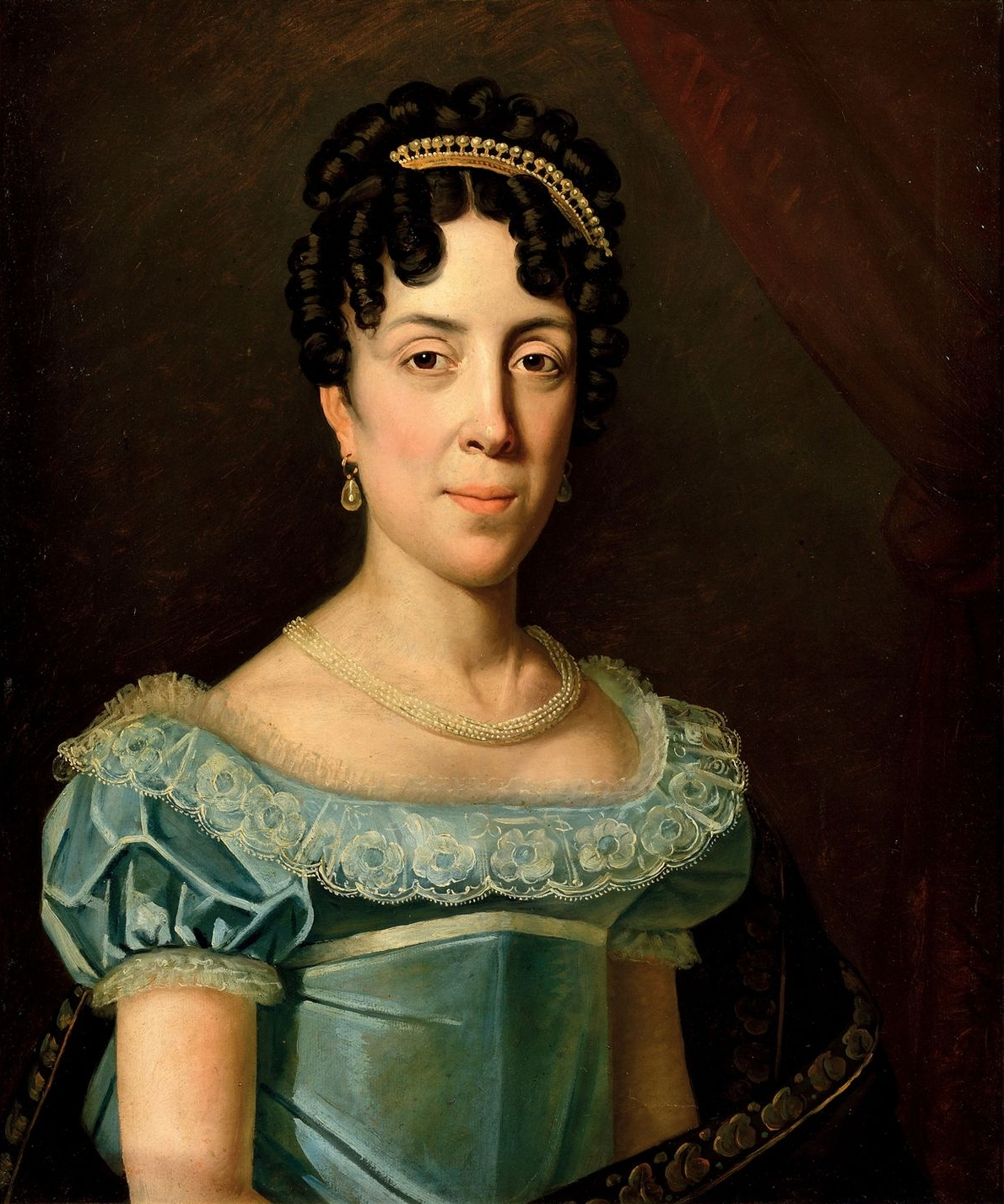
Portrait d'Angélique-Nicole Pierre (1766-1829), dite la maréchale Brune, épouse de Guillaume Brune

Saluée par des huées, la dépouille du maréchal Brune est jetée hors du brancard, traînée par les pieds et rouée de coups. Au milieu des éclats de rire, le corps du maréchal est percé de cent coups de poignard. Arrivé au pont de bois, on le précipite dans le Rhône et quand il refait surface, pastichant les honneurs militaires, des excités le fusillent pendant plus d’une heure. C'est alors qu’une main anonyme écrit à la craie sur une poutre du parapet : « Ici est le cimetière du Maréchal Brune. II août MDCCCXV ».
Incapables d’assouvir leur haine, des irréductibles vont jusqu’à suivre le corps emporté par les flots, ne permettant à quiconque de le retirer des eaux. Durant plusieurs jours le cadavre continue de flotter à la surface du Rhône. Un matin, le jeune Amédée Pichot retrouve son corps dans le Rhône à Arles, et l’enterre sur les terres du baron de Chartrouse, près de Tarascon. Durant deux ans, la maréchale Brune multiplie les enquêtes pour localiser la sépulture.
Le 5 décembre 1817, Chartrouse retrouve le corps et le fait parvenir à la maréchale à son château de Saint-Just-Sauvage. Le cercueil reste plusieurs années au milieu d’un salon, car sa veuve jure de le conserver là tant qu’elle n’aura pas obtenu justice.

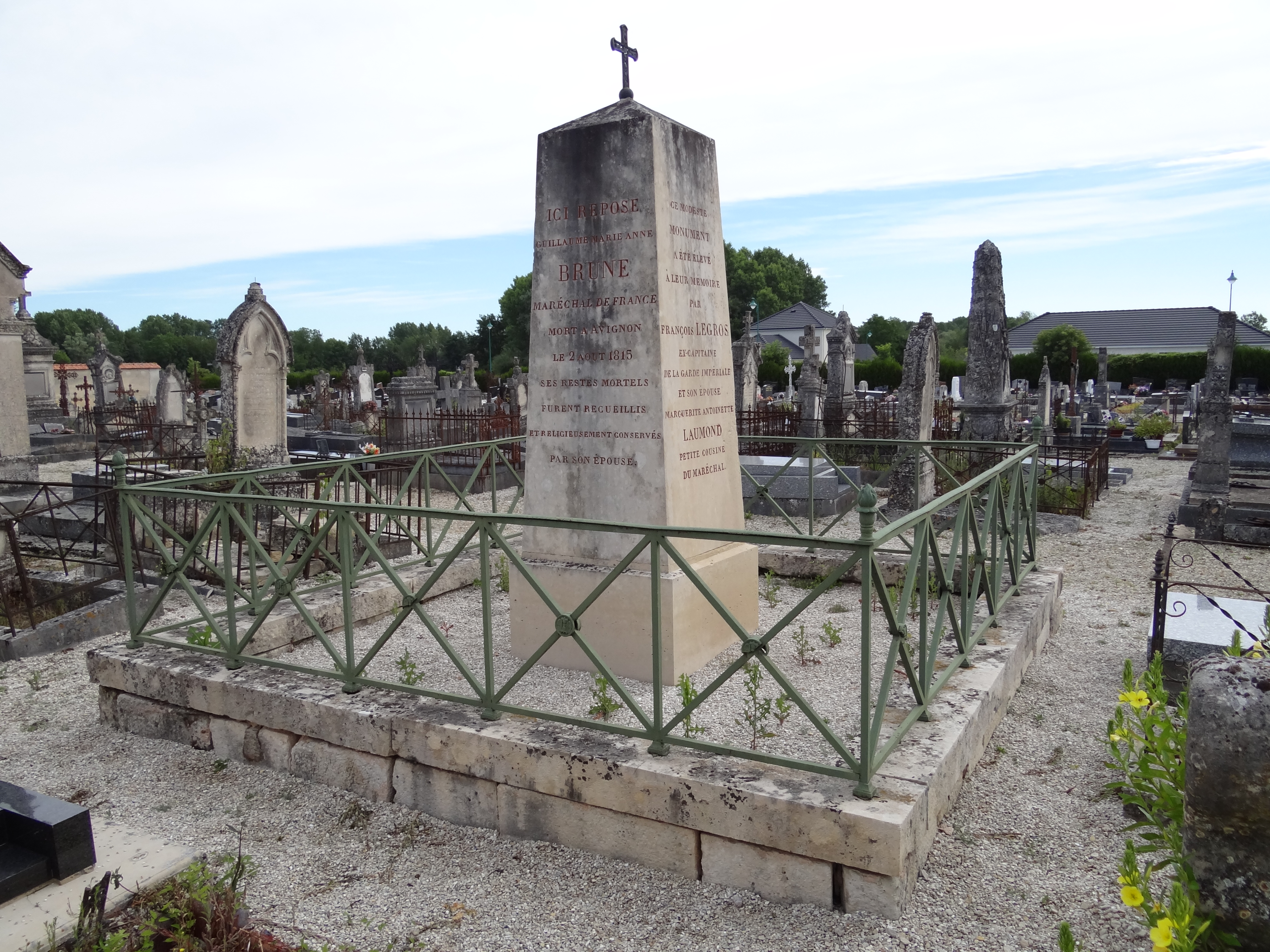
Le tombeau de Guillaume Brune au cimetière de Saint-Just-Sauvage (Marne).

Enfin, en 1821, année même de la mort de Napoléon, et après de multiples démarches, la Cour de Riom déclare Fargue et Guindon coupables de l’assassinat. Le portefaix, en fuite, est condamné à mort par contumace ; quant au taffetassier, il était mort. Le maréchal est inhumé le 13 janvier 1829, sous une tombe pyramidale dans le cimetière de Saint-Just-Sauvage (Marne). Sa veuve Angélique Nicole Pierre repose à ses côtés.
Les papiers personnels de Guillaume Brune sont conservés aux Archives nationales sous la cote 179AP et aux archives de Brivedans le fonds 2S.

## Iconographie
Une médaille à l'effigie de Brune est exécutée en 1800 par le graveur Franz Joseph Salwirk (de) sur commande des habitants de Vérone. Un exemplaire en est conservé au musée Carnavalet (ND 2746).